# Mesechinus dauuricus
Mesechinus dauuricus là một loài động vật có vú trong họ Erinaceidae, bộ Erinaceomorpha. Loài này được Sundevall mô tả năm 1841.

## Hình ảnh

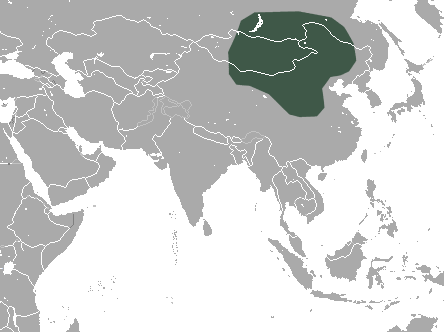
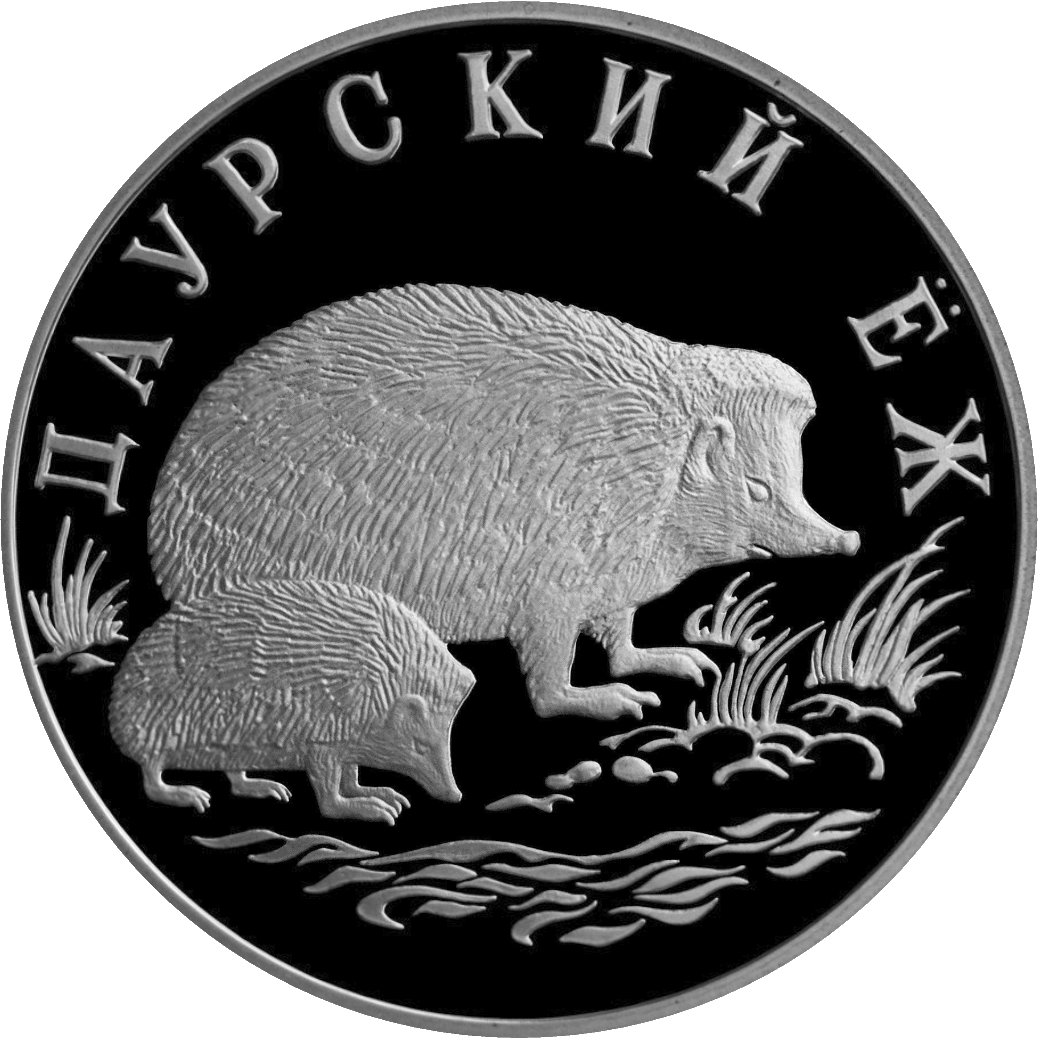